# Melide, A Coruña

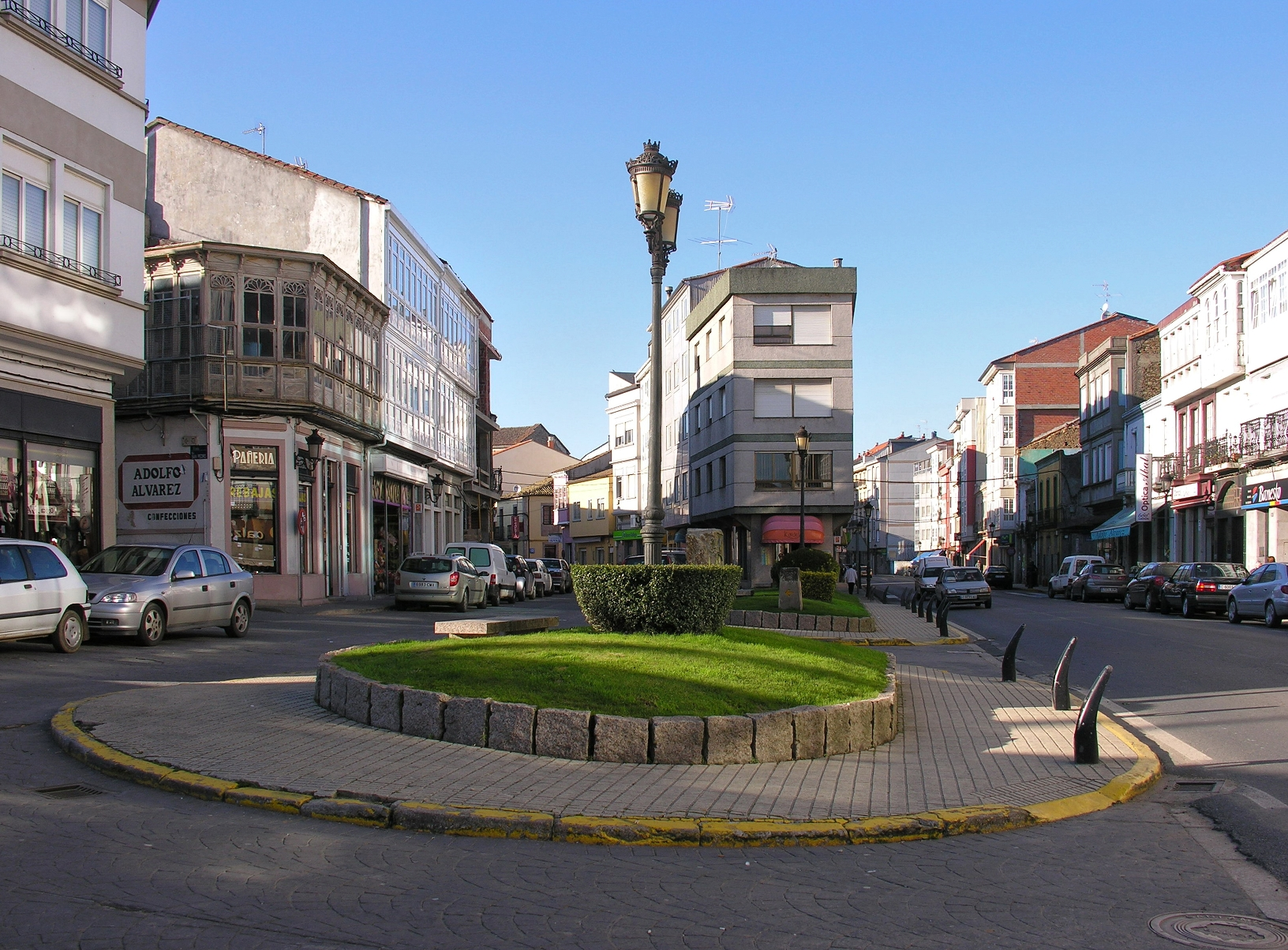
Melide (2008)

Melide là một đô thị của Tây Ban Nha ở tỉnh A Coruña trong cộng đồng tự trị của Galicia. Diện tích là101 km², dân số là 9.000, Dân cư phân bố trong 26 giáo xứ. Tọa độ: 42° 55' N - 8° 01' W. Độ cao trên mực nước biển: 456 m.